# 潛龍屬
潛龍屬（意為「潛隱水下的蜥蜴」），一名中國水生蜥，是生存於早白堊世的水生爬行動物，屬於離龍目潛龍科，身形纖長，為熱河生物群的代表性生物之一。本屬已知的化石至少有數千具，包含其生活史各個階段，從胚胎到完全成年的個體皆有。這些化石皆發現自中國遼寧省西部，其中絕大部分都是由熱河群的義縣組地層出土，因而成為該地層化石發現數量最多的四足動物。
潛龍屬共有兩個物種，即模式種凌源潛龍（H. lingyuanensis），以及頸部較長的白台溝潛龍（H. baitaigouensis），兩物種有紀錄的成體全長皆可超過80公分，其中白台溝潛龍最大個體的全長更可達110公分，為中大型的離龍類，體型可能略大於同科的莊川龍。
然而，正模標本所處的兩個岩塊分給兩群不同的科學家。兩群科學家各自敘述，並公佈研究結果，讓這群動物有兩個不同名字：潛龍（Hyphalosaurus）、中國水生蜥（Sinohydrosaurus）。後來兩者被承認是來自同一標本，因為潛龍較早命名具有優先權，所以中國水生蜥被認為是潛龍的次異名。
從延長的頸部與縮短的四肢外形，可確定潛龍為水生爬行動物。潛龍的外表類似小型幻龍類，幻龍類是在三疊紀滅絕的海生爬行動物。這些類似處是驅同演化的結果，並不表示牠們有演化上的關係。
潛龍屬於離龍目，與大型、類似鱷魚的鱷龍，以及小型、類似蜥蜴的滿洲鱷有接近親緣關係。離龍目在白堊紀末滅絕事件中存活下來，而在中新世滅絕。
在2007年，挖掘到一個1億2000萬年前的雙頭潛龍化石，這是目前有紀錄的最古老雙頭動物。

## 圖片集

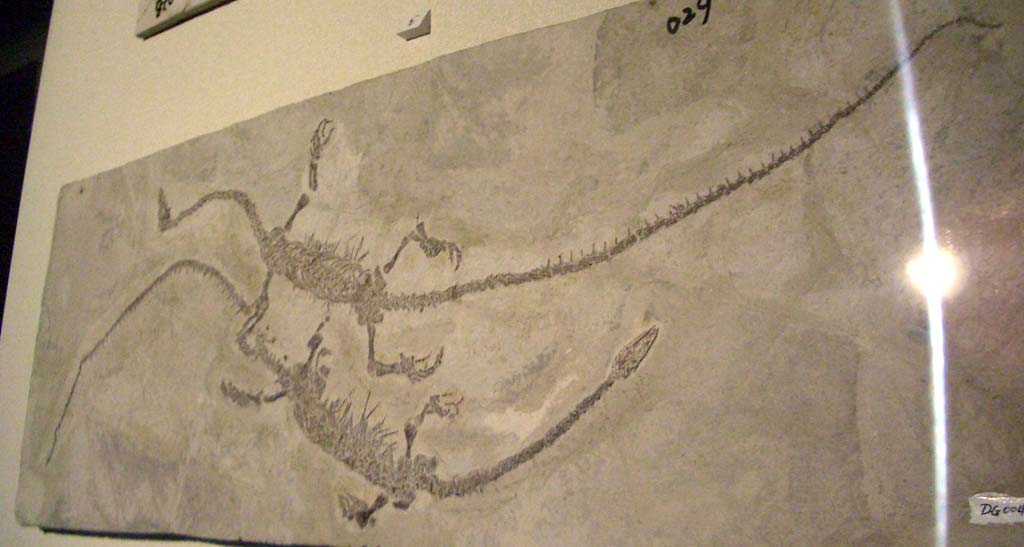
白台溝潛龍 - 香港科學館.
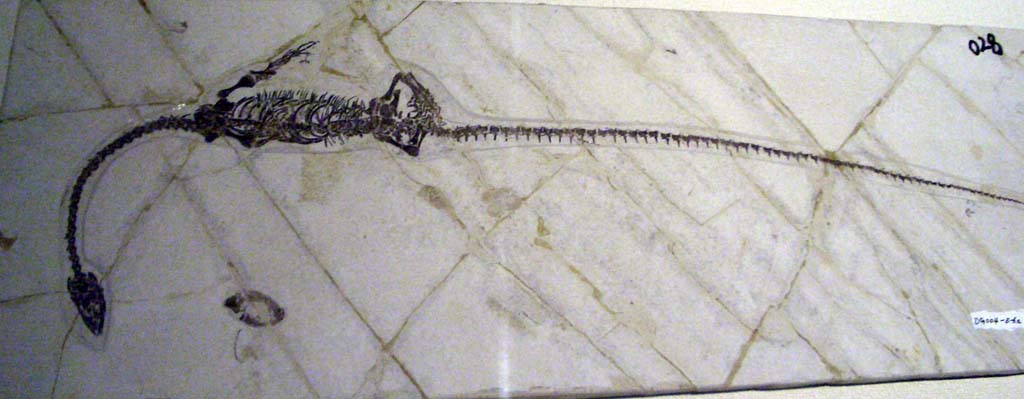
白台溝潛龍 - 香港科學館
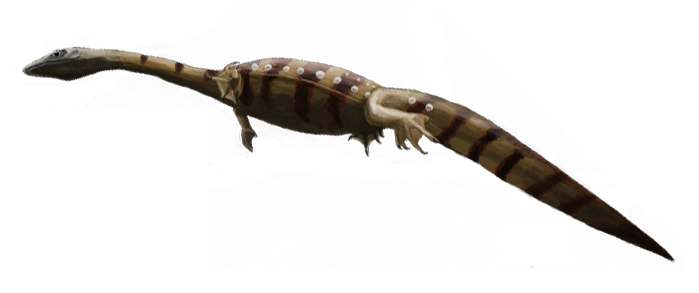
凌源潛龍的復原圖
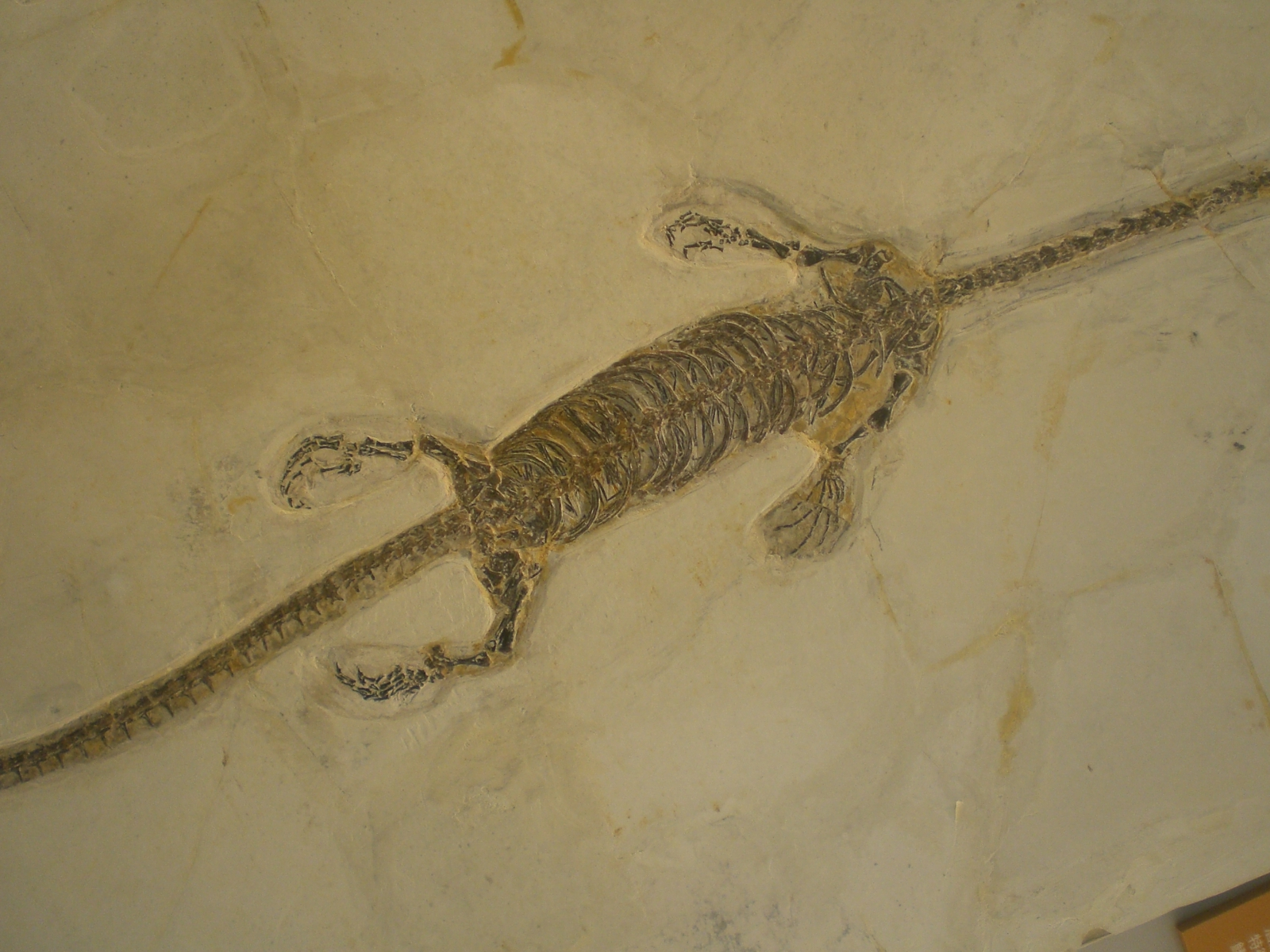
潛龍 - 香港大學許士芬地質博物館
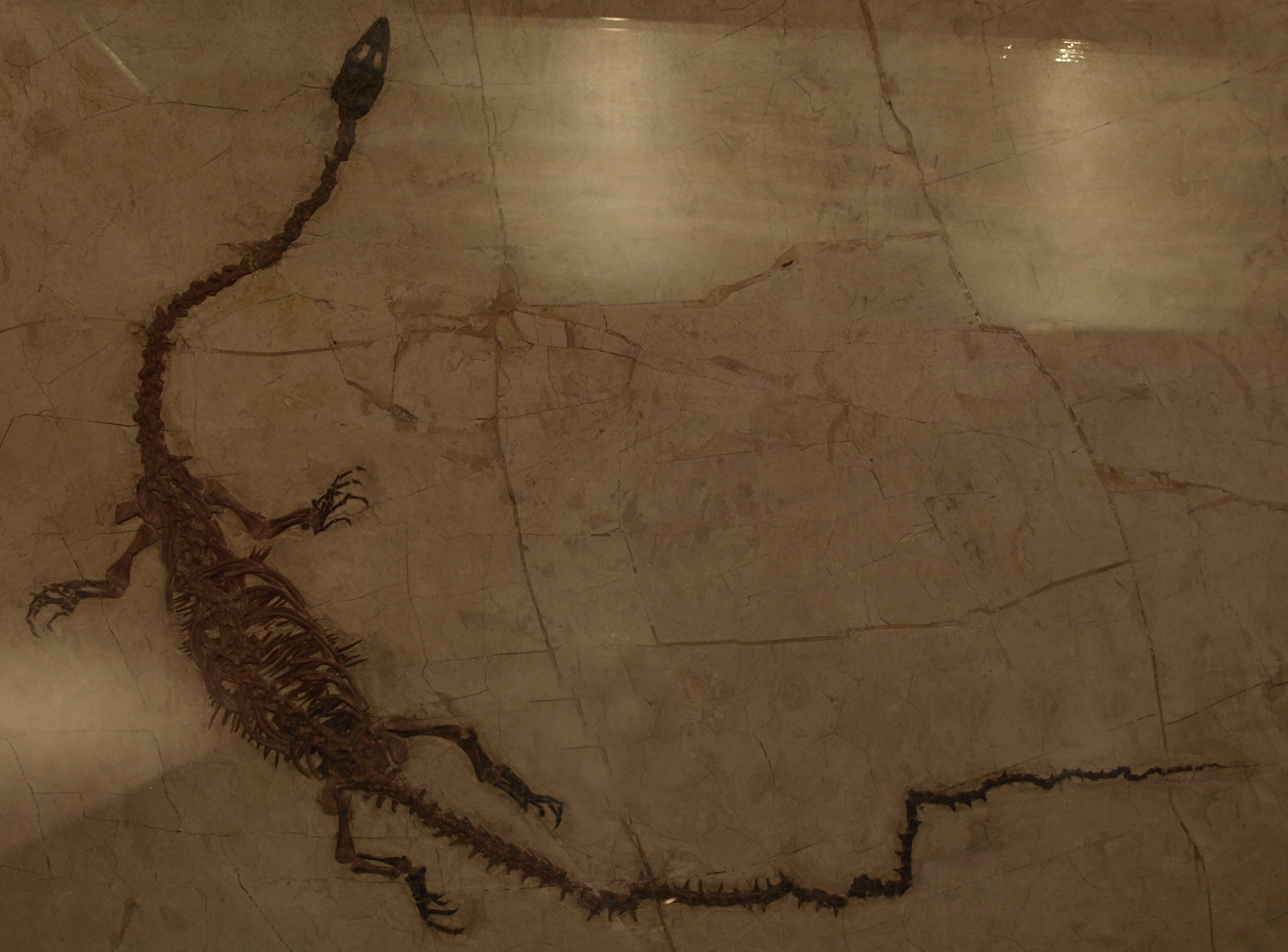
凌源潛龍 - 中國古動物館

## 外部連結
- 中國化石網 - 潛龍[永久]